# Eddie Dee
Eddie Alexander Ávila Ortiz (San Juan, Puerto Rico; 26 de abril de 1977), antes conocido como Eddie Dee es un ex rapero, cantante y productor discográfico puertorriqueño. Siendo hijo de madre dominicana y padre puertorriqueño, Ávila es considerado uno de los pioneros del rap latinoamericano y también del reguetón, además de sus fusiones con reggae y salsa.
Es conocido por sus álbumes como El terrorista de la lírica, La biografía (recopilatorio) y Los 12 discípulos, uno de sus logros más importantes tras reunir a once de los mejores exponentes de reguetón de aquella época, escribiendo la mayoría de las canciones y colaborando con artistas como Daddy Yankee, Zion & Lennox y Nicky Jam.

## Carrera artística

### 1990–1997: Inicios
Eddie desde muy niño soñaba con ser un cantante. A la edad de 10 años ya había comenzado a escribir canciones y a aprender a bailar. En 1990, aparece en la televisión de Puerto Rico, en el programa "Tus vídeos favoritos", el cual le daba la oportunidad a los jóvenes de expresarse y comenzar una carrera artística. En 1992, Kid Power Posse le hace un acercamiento para que se convierta en uno de sus bailarines. Un año más tarde, hacia 1994 y gracias a la ayuda de Bernice Cruz y Sammy Fisher, Eddie logra grabar su primera producción musical con The Ghetto Crew, titulado Es El Comienzo.
Luego el cantante grabó en la producción llamada U Records 1 en 1995, y hacia 1996 hizo su primer vídeo de producción masiva con la producción de DJ Guichy. Posteriormente siguió dándose a conocer y participando en otras producciones de importancia. Su auge llegó en el año 1997 con la producción titulada Tagwut; aquí fue donde se apodó a sí mismo como “El terrorista de la lírica”.

### 1998–2005:El terrorista de la líricay éxito internacional
Durante 1998 estuvo grabando distintas pistas para su futuro primer álbum de estudio como solista, titulado El Terrorista de la Lírica. El álbum fue publicado en el año 2000, y cuenta con algunas colaboraciones destacadas, entre ellas Tego Calderón y Frankie Ruiz, este último aparece de manera póstuma.
Después de la publicación de Biografía, una compilación de canciones previas, Eddie firma por el sello Diamond Music, y da inicio a la grabación de un álbum de varios artistas, considerado como uno de los ambiciosos en ese tiempo. El álbum publicado en 2004, nombrado Los 12 discípulos, contiene colaboraciones de Nicky Jam, Wiso G e Ivy Queen.Escribio Junto A La Secta Allstar Lo Que Es Considerado Un Clásico Del Reguetón Llamada "La Locura Automática" Donde Se Destacó, Durante ese mismo tiempo estuvo colaborando con Daddy Yankee en la producción del álbum Barrio fino, en especial teniendo un crédito de composición en el sencillo popular «Gasolina».
A finales de 2005, se publicó una “edición especial” del álbum 12 Discípulos, con un par de canciones nuevas, entre ellos el sencillo «Taladro» junto a Daddy Yankee. Debido al éxito del álbum y el sencillo homónimo, Eddie interpretó la canción en vivo durante los Premios Grammy Latinos junto a sus colegas Tego Calderón, Vico C, Zion & Lennox, entre otros. Esta presentación es considerado retroactivamente como uno de los momentos insignia del género.

### 2006–2015:The Final Countdowny colaboraciones
Durante las giras promocionando la edición especial del álbum 12 discípulos, tuvo varias participaciones en otros álbumes durante 2006 y 2007, una de esas fue «Payaso» para el álbum The Underdog/El subestimado de Tego Calderón y «Amor de pobre» junto a Zion, incluido en su álbum debut The Perfect Melody.
En el año 2007 publicó un mixtape titulado The Final Countdown, como antesala de su próximo segundo álbum de estudio, El diario, previsto para noviembre de 2007, aunque en la actualidad dicho disco no ha sido publicado, a pesar de haber sido promocionado desde 2005.  Al año siguiente, se estrenó la película Talento de barrio de Daddy Yankee, en donde el rapero tuvo un rol secundario.
En 2009, publicó la canción «Eso no va conmigo» y al año siguiente «Carolina», junto a su posterior remezcla con la participación de Julio Voltio, Tito el Bambino, Falo, Zion & Lennox. En 2011, Ávila publicó en su página web una lista de canciones del mixtape 180 Grados, previsto para salir en marzo del mismo año, pero por razones desconocidas, su página fue eliminada y el mixtape no fue lanzado. En ese mismo año colaboró con Alexis & Fido para la canción «La Trampa», incluido en el álbum del dúo Perreología. En 2012, ayudó en la composición del sencillo «Te dijeron» para el dúo Plan B, que fue incluido en la compilación La fórmula de Pina Records. Su última colaboración musical registrada fue en 2013, participando en la remezcla de la canción «Sistema» de Wisin y Jory.
En agosto de 2015, Ávila apareció como invitado sorpresa en el concierto de su amigo Tego Calderón, realizado en el Coliseo de Puerto Rico José Miguel Agrelot, donde también estaba presente Vico C. En julio de 2024, aparece como uno de los escritores de "Lo Caro y Lo Bueno" de Chencho Corleone.

## Estilo musical
Su estilo lírico se caracteriza por tener varias canciones sobre temáticas políticas y sociales, destacando en este apartado canciones como «Las calles de hoy», «Censurarme», «Sácame el guante», y en especial «Señor oficial». Junto a otros raperos y cantantes como Vico C, Tego Calderón, Baby Rasta y Tempo, son considerados artífices del género de Puerto Rico en los años 90 por sus líricas de protesta, y de manera posterior en su popularidad comercial. Múltiples canciones suyas poseen una fusión entre salsa y reguetón, a lo cual comenta en una entrevista, “todo boricua tiene un salsero adentro, no importa de qué generación sea”.
Ayudó a incursionar al cantante Tego Calderón en el género, cantando a dúo por primera vez en «In The House Magazine» y luego en «En peligro de extinción». Calderón ha mencionado en varias entrevistas su buena amistad con Ávila y Vico C, a los que considera como algunos de sus amigos más cercanos.
Varios artistas han mencionado su respeto y admiración, entre ellos se destacan Xantos, Bad Bunny y Jhay Cortez. Este último ha mencionado en varias entrevistas su agradecimiento hacia el cantante por impulsar su carrera y darle la oportunidad de componer canciones.

### Controversias
A lo largo de su carrera ha tenido problemas musicales con múltiples artistas, entre ellos se destacan las diss tracks dirigidas a Lito & Polaco y Héctor el Father, en ocasiones lo hacía en colaboración con Tego Calderón y Julio Voltio. Una polémica sin resolver es la relación con Daddy Yankee, debido a algunos problemas personales y profesionales entre ellos debido al éxito de la canción «Gasolina». Sus diferencias se acentuaron cuando Yankee publicó su sencillo promocional «Grito Mundial» en una fecha muy cercana a una canción postergada de Eddie, «Eso no va conmigo».
Durante 2009, tuvo una disputa virtual con Residente de Calle 13, en primera instancia por cómo este último despreciaba el estilo musical, teniendo roces desde años.

## Discografía
Álbumes de estudio
- 2000: El terrorista de la lírica

Álbumes colaborativos
- 1994: Es el comienzo (con The Ghetto Crew)
- 2004: 12 discípulos

Álbumes recopilatorios
- 2001: Biografía

Mixtape
- 2007: The Final Countdown